# 下津井駅
下津井駅（しもついえき）は、かつて岡山県倉敷市下津井四丁目に存在した下津井電鉄下津井電鉄線の駅（廃駅）である。

## 概要
下津井電鉄の中心の駅であり、鉄道事業部の事務所や車両基地、運転基地、工場などがあり、広い構内を有していた。
モータリゼーションの進行による乗客の減少、および瀬戸大橋線により下津井電鉄のバス部門の主力路線である岡山 - 児島の乗客が減少し、鉄道線の赤字補填が困難となったため、1991年（平成3年）1月1日に下津井電鉄線と共に廃止された。

## 歴史
- 1914年（大正3年）3月15日：下津井軽便鉄道味野町駅 - 下津井駅間開業。
  - 当時の所在地表示は岡山県児島郡下津井町大字下津井であった[1][2]。
- 1922年（大正11年）11月28日：下津井軽便鉄道が下津井鉄道に社名変更。
- 1923年（大正12年）3月15日：下津井駅構内において下津井鉄道開通10周年祝典。
- 1930年（昭和5年）2月11日：閉塞方式を票券閉塞からタブレット閉塞に変更。
- 1934年（昭和9年）4月18日：下津井駅構内の機関庫事務所から出火。建物の一部と車両が焼失。
- 1948年（昭和23年）4月1日：児島市成立に伴い、所在地表示が岡山県児島市下津井となる[1]。
- 1949年（昭和24年）5月1日：全線直流600V電化が完成し、電気と蒸気の併用運転開始。
- 1949年（昭和24年）8月20日：下津井鉄道が下津井電鉄に社名変更。蒸気列車の運転が終了。
- 1967年（昭和42年）2月1日：倉敷市（第2次）成立に伴い、所在地表示が岡山県倉敷市下津井2036番地の2となる[1][3]。
- 1972年（昭和47年）4月1日：貨物営業廃止。スタフ閉塞式に変更。
- 1974年（昭和49年）：住居表示の実施により、所在地表示が現行のものになる[1][4]。
- 1991年（平成3年）1月1日：児島 - 下津井間が廃止。同時に下津井駅は廃止される。

## 駅構造
開業から廃止まで、プラットホームは単式ホーム1面1線と島式ホーム1面2線、合計2面3線のホームを持つ地上駅で、1番線が駅舎改札口と直結する単式ホーム、2・3番線が島式ホームであり構内踏切で連絡した。
このうち車庫寄りの3番線は終端駅故の機回り線としての必要から設置されていたものであった。このため路線短縮後は島式ホーム上にオブジェとして踏切警報機や腕木式信号機を設置し、線路の一部（車庫へ通じる部分）を撤去し行き止まりとして保存車の展示に使用されるなど、実用目的ではほとんど使用されておらず、実際には対向式2面2線相当として使用されていた。

### のりば
| 番線    | 路線         | 行先             |
| ------- | ------------ | ---------------- |
| 1・2・3 | 下津井電鉄線 | 児島・茶屋町方面 |

## 営業時

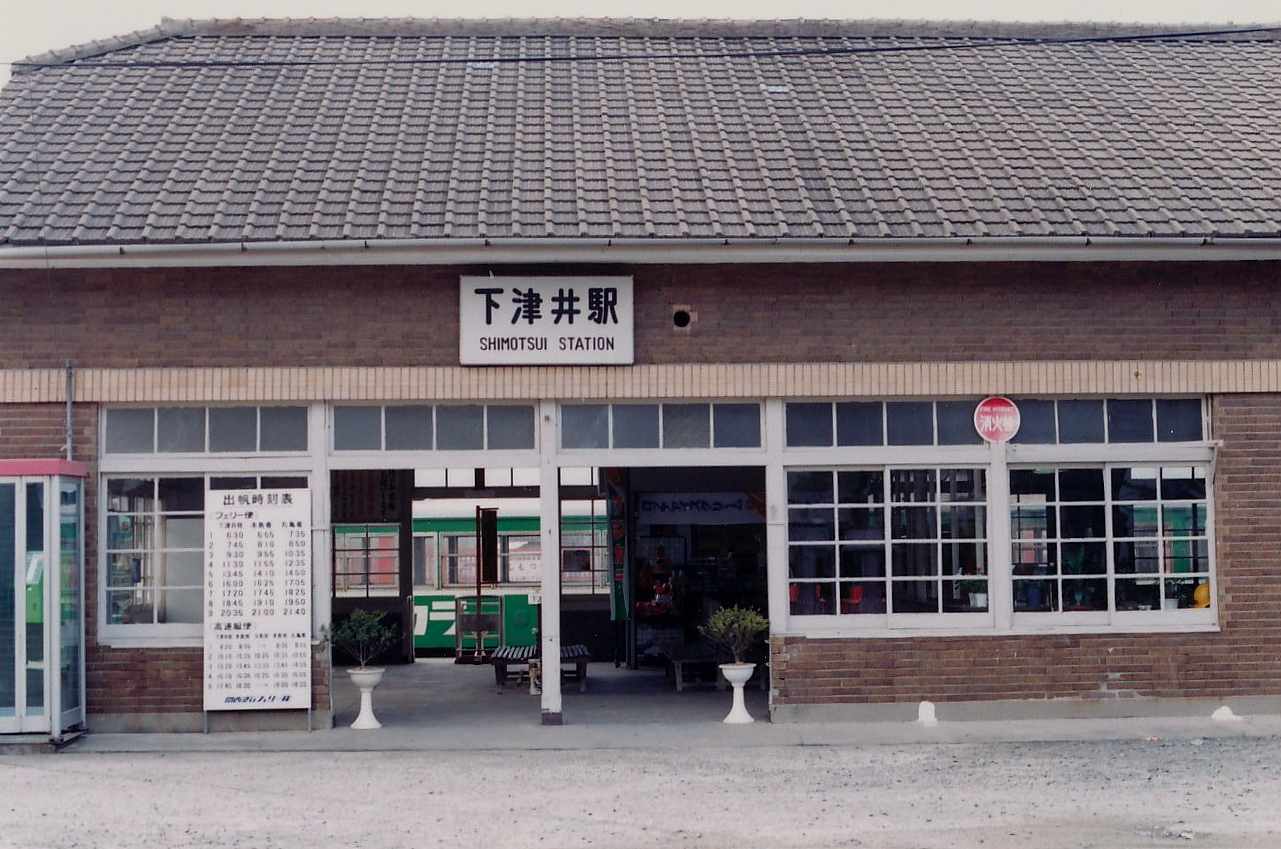
駅舎正面（1989年）

かつての四国往来に由来する、下津井 - 丸亀航路との連絡駅であり、駅舎南側から下津井港の発着場まで連絡通路が設置されるなど、同航路との連絡の便が図られていた。
開業時の駅舎は、本社機能を上層階に持つ二階建ての堂々たる木造建築であったが、戦後になって老朽化のため、鉄筋コンクリート造の平屋に建て替えられた。
この駅舎の北側には1949年の電化時に変電設備が設置され、いずれも中古品と考えられる定格出力160 kWのガラス槽水銀整流器と定格出力150 kWの回転変流機が設置されていたが、瀬戸大橋完成に伴う1988年3月ダイヤ改正で琴海駅の交換設備を復活し列車増発を行うことが計画されたため、1987年11月に老朽化した水銀整流器は撤去され、代わってシリコン整流器を設置し以後はこれが主用された。
構内には鉄骨造トタン張り4線収容の大きな車庫と、2線収容でチェーンブロックなどの検修設備を備えた検車場、それに木造の工場や倉庫などの建物が林立していたが、路線短縮後は車庫の4線の内3線が撤去されて駐車場代用となり、さらに瀬戸大橋博覧会開催直前の構内整備時に車庫と工場・倉庫の各建物が撤去され、跡地には温室風のカフェテラス・下工弁慶号とトロッコ客車2両によるミニ列車運転用の環状線路・その線路が通る温室風の上屋・花壇・ベンチ・当時既に現役を退いていたホジ3、クハ5、ホワ6を置くための線路などが設置された。

## 廃止後

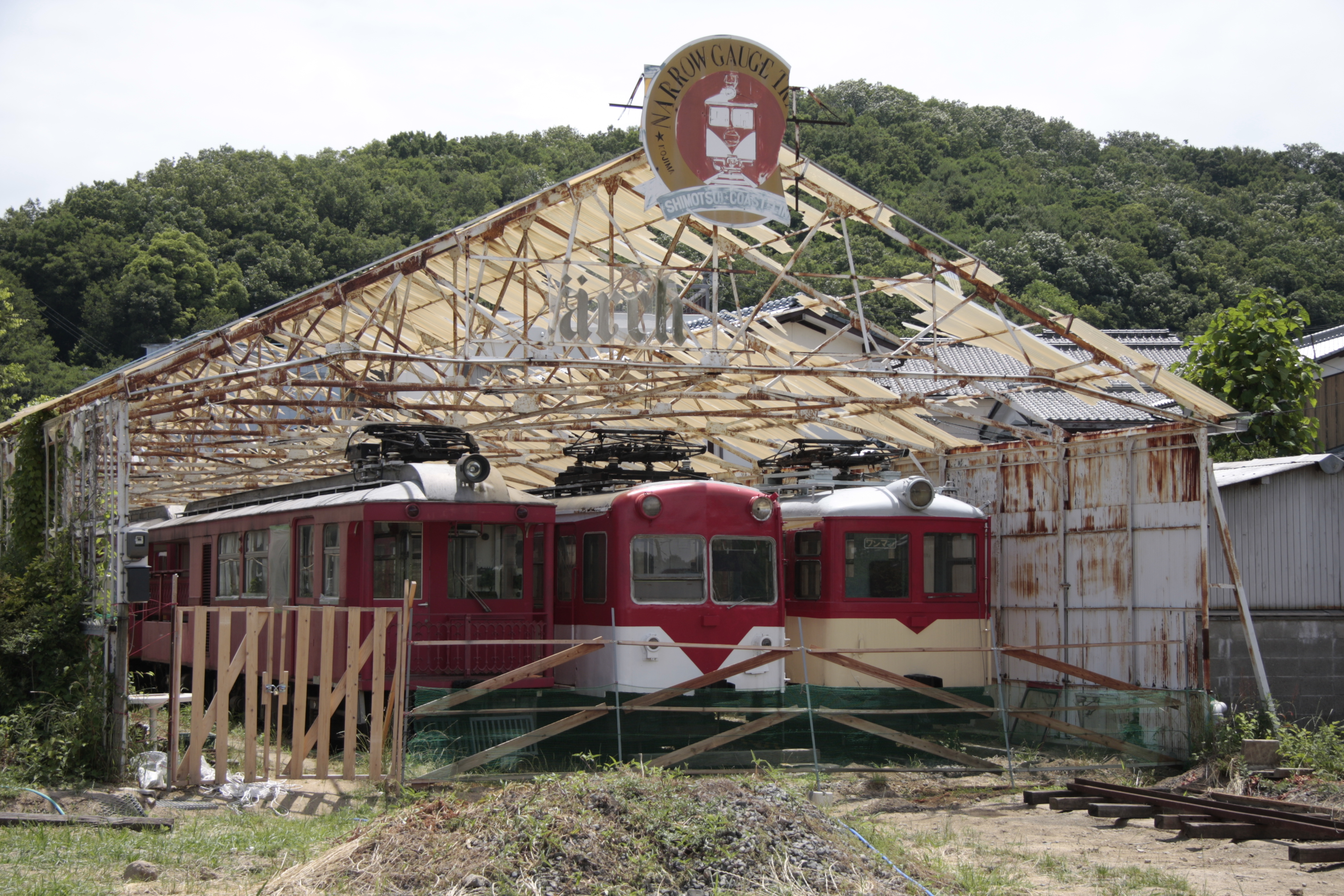
温室風の上屋内に保存されている車両。上屋の屋根が破れている様子が分かる

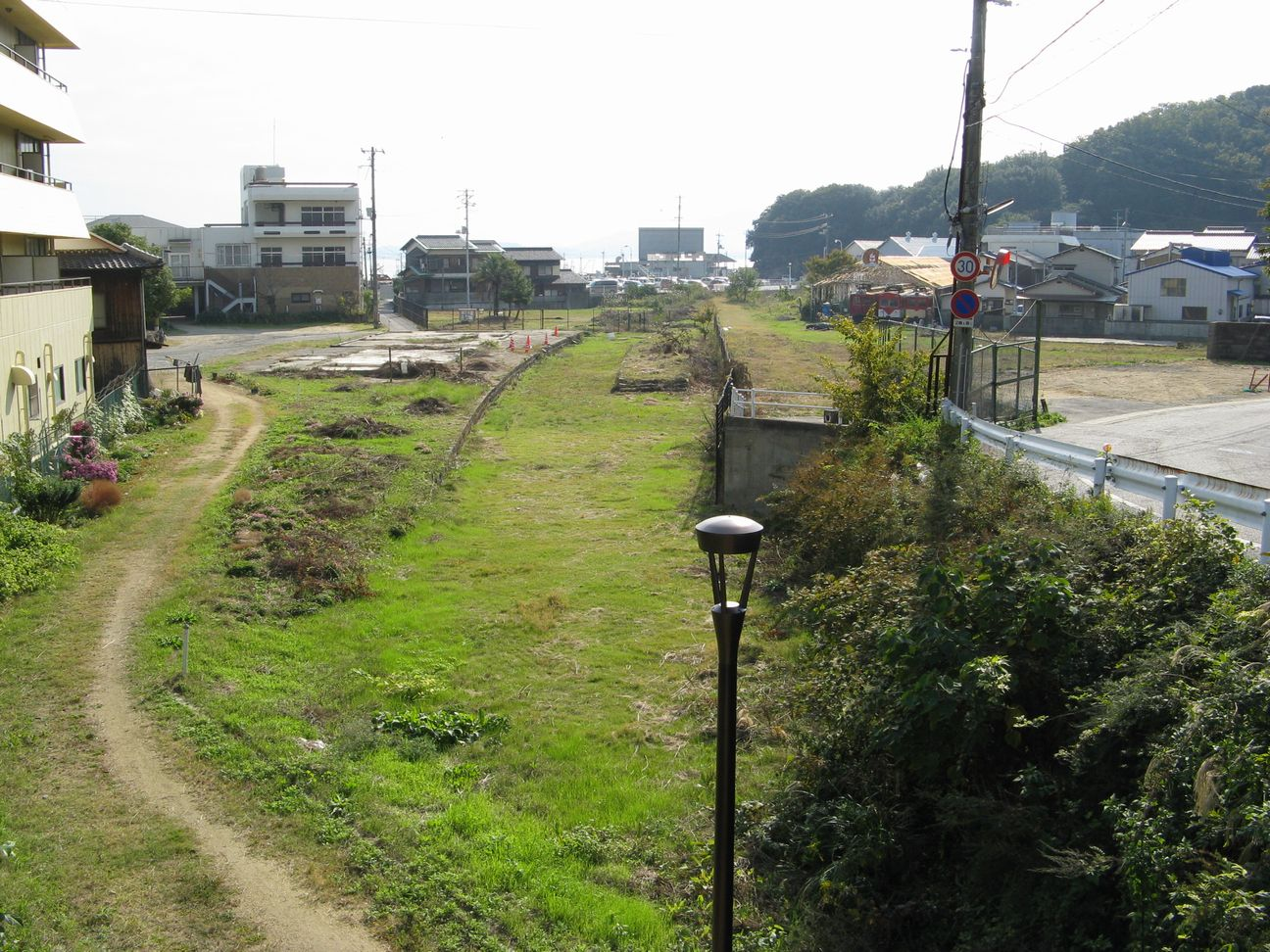
旧駅北側の道路から南望した駅跡。左側の土台が駅舎跡（2008年11月）

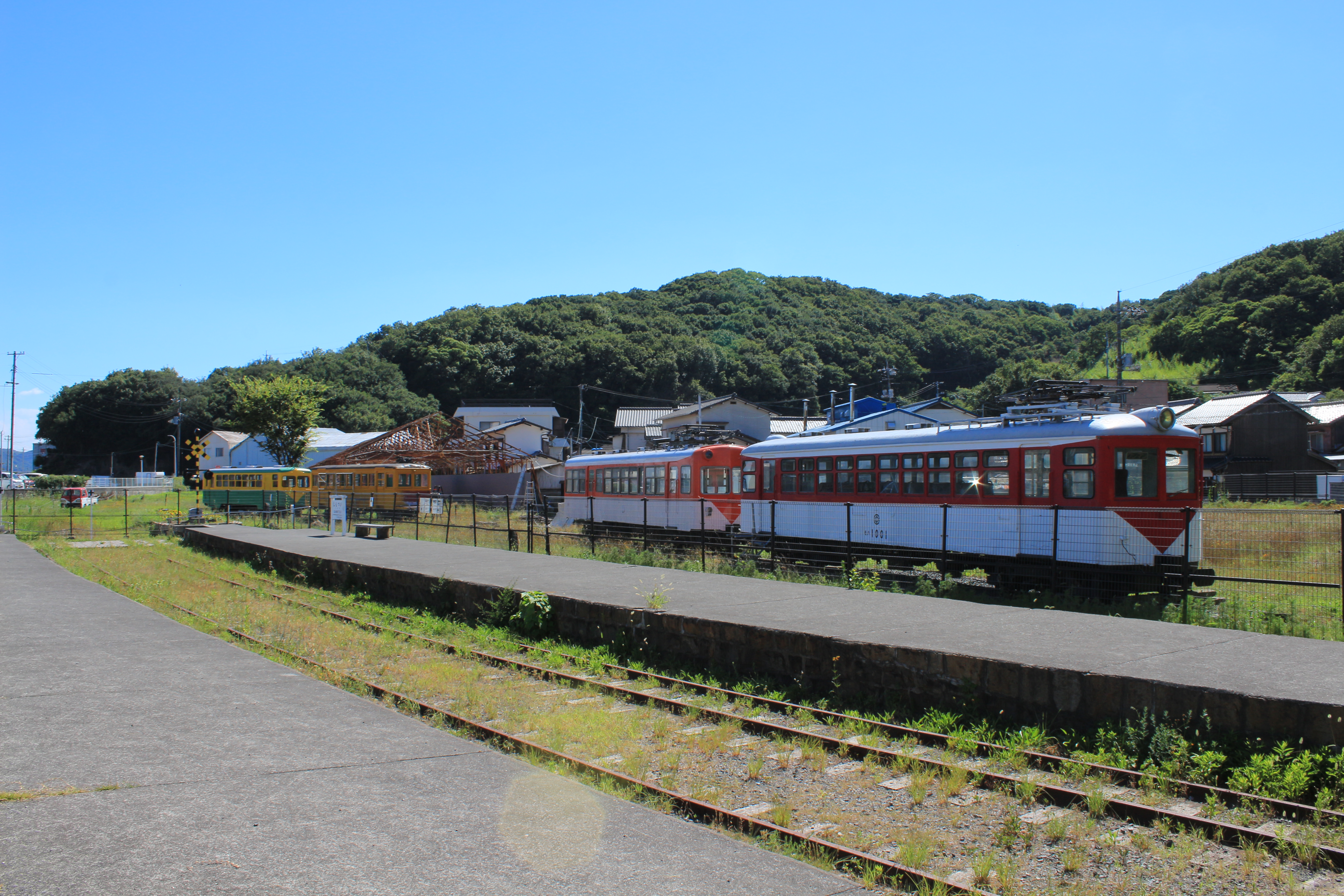
下津井駅跡（2021年）

児島 - 下津井間の線路用地は一部を除き倉敷市に無償譲渡され、その後同市によって遊歩道「風の道」として全区間整備された。このため現在でも歩くことができ、毎春恒例となった倉敷市などが主催のウォーキングイベント「瀬戸内倉敷ツーデーマーチ」でもコースの一部として活用されている。
これに対し、下津井駅構内は現在もそのまま下津井電鉄が所有し続けているが、廃止後にほとんどの施設や設備は解体、撤去されて更地になったものの、駅舎とそれに隣接する事務所、末期まで使用された客車8両、貨車3両の合計11両の車両を収容する温室風の上屋と、0 kmポストの記念碑などは解体されずに、現役当時の状態で非公開のまま長く残されていた。
2005年になり、駅舎と事務所、倉庫、それに0 kmポスト記念碑が解体・撤去された。このため現在では上屋とその中に収容された車両、駅舎や事務所の基礎、ホーム跡、それに整地された広大な旧敷地のみが残されている。駅舎の解体は老朽化が進んだ（屋根瓦の崩落が起きたりしていた）ことが理由であると、後述の「下津井みなと電車保存会」のウェブサイトにて説明されている。
駅舎は解体されたもののかつての駅前広場には現役当時の面影が良く残っている。駅前広場にあった初代社長、白川友一の銅像は健在である。銅像は敷地外なので、常時見ることができる。
路線短縮時と全廃時に大半の車両が下津井工場で解体処分されたため、現存する車両は少ない。客車6両（当初は8両、詳細は後述）、貨車3両は前述の下津井駅構内で廃止後も保管されている。
保存車両は、2002年から地元の有志により結成されたボランティア団体「下津井みなと電車保存会」により、下津井電鉄の協力も得て維持整備活動がおこなわれている。2008年からは保存車両の公開を行う「下津井みなと電車まつり」が年1回開催されている。会では引き続き構内の線路敷設（展示用）や一時期荒廃したホーム周り及び上屋周りの整備を進めており、将来は車両を走行可能な状態にまで復元したいとしている。
保存されている主な車両は以下の通り（※は2017年に鷲羽山下電ホテルに移設）。
- モハ2001+サハ2201+クハ2101「メリーベル号」 - 1988年製造。アルナ工機製。瀬戸大橋開通の観光路線化を目指した展望電車。下津井電鉄最後の新造車両にして最初で最後の冷房車である。廃車後、同じ762mm軌間の近鉄北勢線（現在は三岐鉄道）に譲渡される話もあったが、保安装置や架線電圧の相違[7]があり、立ち消えとなっている。
- モハ103+※クハ24「フジカラー号」 - 1961年製造。ナニワ工機製。竣工当初は乗務員扉が設置されていたが、1974年にワンマン化改造されて扉配置が変更された。廃線時には側面には大きなフジカラーの広告。塗装はフジカラーのイメージ色の緑に白線であった。現在は「保存会」の手により、赤と白のツートンカラー（以前の標準色）に戻されている。
- モハ1001「赤いクレパス号」 - 1954年製造。帝国車輛工業製。製造時はクハ23と称する下津井寄りにのみ運転台を設置した制御車であったが、路線短縮後の1973年に廃車となったモハ52からの機器流用で単行運転用の両運転台付き電動車に改造され、初のワンマンカーともなった。1983年からは、外部、内部共にクレパスなどで自由に落書きしても良い車両として人気があった。外装の落書きは廃止後に消されている。
- クハ5 - 1931年製造。日本車輌製造製。製造当初はカハ5と称するガソリンカーであったが、1949年の電化時にエンジンを降ろし、制御車へ改造。鮮魚台（バケット）付きが特徴である。
- ホジ3 - 1955年製造。富士重工製。1972年4月1日の茶屋町駅 - 児島駅間部分廃止時に、架線設備撤去後の線路撤去用として直前に廃止された県内の井笠鉄道より購入。連結器がピン・リンク式で下津井の客貨車で標準であったねじ式連結器とは異なっていたため、貨車1両の連結器を交換してアダプタ代わりに使用した。もっとも、本車は井笠時代から不調気味であったと伝えられており、実際の線路撤去工事ではほとんどの区間でトラックを直接線路敷に乗り入れて作業を行ったという。

- ホワ6 - 開業時に用意された有蓋貨車。
- ※ホカフ9 - 車掌室付きの有蓋貨車。鉄道営業末期にはイラストの塗装をされていた。現在は黒1色に塗り直されている。
- ホトフ5 - 無蓋貨車。

2017年1月、下津井電鉄の系列企業である下電ホテルは、下津井駅跡の保存車両のうちクハ24とホカフ9を鷲羽山下電ホテル駐車場に移設する構想を発表した。移設費用の一部はクラウドファンディングで募った寄付を充てると報じられた。この構想に対して保存会側は、地域活性化と言う目標達成のためにホテルとの連携は不可欠で、従前からの下津井電鉄の姿勢にも言及しながら、今後も協力関係を築いていきたいとブログで述べている。
2017年9月30日、2両は計画通り鷲羽山下電ホテルの敷地内に移設された。移設費用の一部（439万円）を募るクラウドファンディングは成立し、204名が支援金を出資した。同年12月時点では車両に上屋が設置されている。
下津井電鉄で使用された車両は、他に岡山県瀬戸内市にあるドライブイン「おさふねガーデン」脇の山陽新幹線高架下にクハ6、ホハフ2、ホワ10の3両が保存されている。

## 隣の駅
下津井電鉄
下津井電鉄線
下津井駅 - 東下津井駅